# Vicent Calbet Riera
Vicent Calbet Riera (Eivissa, 1938 - Fukuoka, 1994) fou un pintor eivissenc, format amb el pintor Ignacio Agudo Clará a l'Escola d'Arts Aplicades i Oficis Artístics d'Eivissa, entre els anys 1951 i 1958. Durant l'estiu d'aquest darrer any preparà amb Carloandrés l'examen d'ingrés a l'Escola Superior de Belles Arts de Sant Carles de València on cursarà els seus estudis.